# Шакун, Анатолий Дмитриевич
Анатолий Дмитриевич Шакун (укр. Анатолій Дмитрович Шакун; 2 января 1948, Констанца — 27 января 2020, Луганск) — советский, украинский футболист и тренер, мастер спорта СССР (1966)

## Футбольная биография

### Карьера игрока
Родился Анатолий в румынском городе Констанца, где проживали его родители, мать Мария Кузьминична и отец — Дмитрий Дмитриевич, участник Великой Отечественной войны, военнослужащий, проходивший здесь службу. Вскоре семья перебралась в Россию, за Урал, куда получил назначение на новое место службы отец. Там юный Анатолий начал заниматься спортом, ходил на лыжах, играл в хоккей. Через некоторое время семья снова меняет место жительства, обосновавшись в Луганске. Семиклассником Шакун, вместе с друзьями, пришёл на местный стадион «Авангард», где М. Б. Фомичёв, основатель ДЮСШ «Заря», проводил набор в футбольную секцию. Поступив в спортшколу, Анатолий занимался у тренеров П. К. Буянова и А. С. Ильинова. В 1965 году, перспективный, скоростной нападающий был зачислен в дублирующий состав луганской «Зари». Уже в свой первый сезон, 17-летний Шакун, в месте с резервистами луганской команды, стал победителем первенства дублёров второй группы класса «А».
В 1966 году молодой форвард был переведён в основной состав, где 10 апреля дебютировал, выйдя на замену, в календарном поединке против ленинградского «Динамо», а 9 июля, в домашнем матче против кировоградской «Звезды», Анатолий отличился и своим первым голом за луганскую команду. По ходу чемпионата Шакун ещё дважды огорчал вратарей соперника — забив победный гол в поединке против львовских армейцев и принеся ничью своей команде, сравняв счёт в игре с той же «Звездой» на её поле. Отыграв уверенно весь чемпионат и став победителями в своей подгруппе, подопечные тренера Евгения Горянского, в финальном турнире обыграли лидеров двух других подгрупп — «Жальгирис» и «Политотдел», завоевав путёвку в элитный дивизион советского футбола. Удачным выдался этот год и для самого Шакуна, который стал игроком юношеской сборной СССР. По итогам сезона 18-летнему футболисту было присвоено звание мастера спорта СССР.
Дебютировал Шакун в первой группе класса «А», 7 апреля 1967 года, в домашнем поединке против московского «Динамо». А вот отличиться голом молодому нападающему долго не удавалось и лишь 5 июля, в матче 14 тура СКА (Ростов-на-Дону) — «Заря», Анатолию удалось открыть счёт своим голам в элите, забив сразу два мяча в ворота соперника. В целом сезон луганчане провели не слишком удачно, финишировав лишь на 16 месте. В 1968 году команду возглавил Виктор Гуреев, существенно обновив состав команды, но Шакун по-прежнему оставался игроком основы, сыграв в первенстве 26 матчей. В следующем чемпионате Анатолий, забив 9 голов, становится лучшим бомбардиром команды. В одном из поединков, против команды «Крылья Советов» (Куйбышев), форвард отличился хет-триком. По итогам сезона, правый крайний нападающий «Зари» попадает в список 33-х лучших футболистов Украинской ССР, под № 2 (лучшим на этой позиции был назван киевский динамовец Анатолий Пузач).
Осенью 1969 года, старшим тренером «Зари» был назначен Герман Зонин. Этот период стал самым успешным в истории луганского клуба, ставшего в 1972 году чемпионом СССР. Но к этому времени Анатолия Шакуна уже в клубе не было. В 1971 году Анатолия призвали на воинскую службу. В армию футболиста забрали прямо с тренировки, отправив в Киев, где форвард стал играть за армейскую команду, выступавшую во второй лиге. В киевском СКА, под руководством старшего тренера Николая Маношина подобрался неплохой коллектив. Кроме Шакуна, за армейцев играли такие известные футболисты как Михаил Соколовский, Владимир Пьяных, Александр Дегтярёв. В 1972 году армейский клуб перебазировался в Чернигов. Анатолий имел стабильную игровую практику, был одним из лидеров атакующей линии команды, забив в первенстве 10 голов.
В 1973 году Шакун получает приглашение в «Черноморец» и отправляется в Одессу. Но вскоре с футболистом выходит на связь второй тренер «Зари» В. Глухарев, предложив ему вернуться в родную команду. Пробыв на черноморском побережье неделю, Анатолий возвращается в Ворошиловград, где после двухлетней паузы, 8 августа 1973 года, снова вышел на поле переполненного стадиона «Авангард», в поединке против московского «Спартака», закончившимся победой «Зари» со счётом 2:0. Шакун был одним из лучших на поле, забив первый гол в ворота спартаковского голкипера Александра Прохорова. Осенью того же года Анатолий сыграл в двух матчах Кубка европейских чемпионов, дебютировав на евроарене 3 октября 1973 года, в повторном поединке 1/16 финала против команды АПОЭЛ из Кипра, который завершился для ворошиловградской команды победой и выходом в следующий этап турнира. В 1/8 финала «Заря» играла с командой «Спартак» (Трнава). Анатолий вышел на поле в первом поединке, завершившимся нулевой ничьей. В ответном матче ворошиловградская команда уступила сопернику и по итогам двух встреч вынуждена была сойти с дистанции.
В 1974 году, в одной из тренировочных игр, Шакун получил серьёзную травму коленного сустава. Несмотря на успешную операцию, сделанную в Киеве, играть в полную силу футболист уже не смог. В чемпионате 1975 года, Анатолий сыграл лишь в одном матче, выйдя на замену в поединке против днепропетровского «Днепра» и вскоре принимает решение завершить игровую карьеру.

### Карьера тренера
Повесив бутсы на гвоздь, 28-летний Шакун начинает свою тренерскую деятельность в СДЮШОР «Заря», куда Анатолия пригласил его первый тренер — Борис Васильевич Фомичёв. В 1978—1979 годах, Анатолий Дмитриевич был помощником старшего тренера «Зари» Юрия Захарова, где так же курировал дублирующий состав. Вернувшись на год к работе с детьми, в 1981 году возвратился в ворошиловградскую команду мастеров, работая в тренерском штабе Вадима Добижи. С 1982 года Анатолий Шакун занимается подготовкой юных футболистов. В 1990 году снова возвращается к тренерской работе в родном клубе, откликнувшись на приглашение возглавившего «Зарю» Анатолия Куксова.
Незадолго до начала 3 чемпионата Украины, Куксов покидает команду. Исполнять обязанности главного тренера было поручено его помощнику — Анатолию Шакуну, вскоре утверждённого на эту должность официально. Команда переживала не лучшие времена, коллектив покинули его ведущие игроки — Тимерлан Гусейнов, Александр Севидов, Василий Мазур. Новому наставнику довелось вводить в состав молодых игроков. Стартовали подопечные Шакуна неплохо, одержав победы над «Кривбассом», тернопольской «Нивой», «Кремнем». Команда некоторое время находилась в верхах турнирной таблицы, но постепенно коллектив начал сдавать свои позиции и первый круг луганчане закончили на 15 месте. Второй круг «Заря-МАЛС» начала с потери очков, сыграв вничью домашний матч против запорожского «Торпедо», затем последовло поражение от винницкой «Нивы» и снова ничья в домашнем матче с «Волынью». В апреле 1994 года оставшееся недовольным такими результатами руководство клуба решилось на смену тренера.
Шакун, покинув «Зарю-МАЛС», работал в тренерском штабе второлиговой команды «Динамо» (Луганск). Летом 1997 года тренер возглавил команду «Авангард-Индустрия», игравшей в первой и второй лигах Украины. В клубе, представлявшем небольшой городок Ровеньки, Анатолию Дмитриевичу помогал, занимавший должность начальника команды, заслуженный тренер Украинской ССР Юрий Захаров, в тренерском штабе которого, много лет назад он сам начинал свою тренерскую карьеру. В 2001 году Шакун возглавлял тренерский штаб луганского «Шахтёра». С 2002 по 2009 год занимался подготовкой молодых футболистов в луганской СДЮШОР

## Достижения
- Победитель первенства СССР второй группы класса «А»: 1966

## Семья
Супруга — Людмила Ивановна, младший брат Александр так же был профессиональным футболистом и тренером.